# اوراسیو تروچه
اوراسیو تروچه (اسپانیایی: Horacio Troche‎; ۴ فوریهٔ ۱۹۳۵ – ۱۴ ژوئیهٔ ۲۰۱۴) بازیکن و مربی فوتبال اهل اروگوئه بود.
از باشگاه‌هایی که در آن بازی کرده‌است می‌توان به باشگاه فوتبال ریور پلاته، باشگاه فوتبال اتلتیکو هوراکان، باشگاه فوتبال پنیارول، باشگاه فوتبال ناسیونال (اروگوئه)، باشگاه فوتبال آلمانیا آخن، و باشگاه فوتبال سرو اشاره کرد.
وی همچنین در تیم ملی فوتبال اروگوئه بازی کرده‌است.